# Monotipia
A monotipia é uma técnica de impressão simples, que consiste na reprodução de um desenho ou mancha de cor através da impressão de uma prova única sobre um meio, como por exemplo, o papel. A prova obtida não é um duplicado fiel do desenho ou mancha original, pois na etapa de impressão, as tintas misturam-se, fazendo surgir efeitos imprevisíveis.
A impressão sobre superfície lisa é uma técnica de monotipia e permite obter um resultado previsível, deve-se apenas ter em conta que todos os elementos colocados na matriz de vidro (base) sairão impressos ao contrário, visto que da impressão resulta um positivo de um negativo que é a base, permitindo, apesar de nunca semelhantes, tirar mais uma ou duas provas da matriz, sendo essas progressivamente mais claras.
A monotipia marmoreada consiste na decoração de papel ou tecido com motivos que, pelo seu aspecto lembram o mármore, daí o seu nome. É preparada com tintas de óleo, sendo usado este processo para obter padrões de papéis.

Nas técnicas das "maneiras negras" (tanto na litografia como na calcografia), partindo-se de uma superfície negra, na qual, com a utilização de panos (retalhos), esponjas, pedaços de papéis, as áreas de luzes são retiradas, ou seja, abrem-se as áreas claras, utilizando-se, quando necessário, para tal, um pouco de solvente.